# جورج مور (لاعب كريكت)
جورج مور (18 أبريل 1820 في المملكة المتحدة - 29 سبتمبر 1916 في أستراليا)  (بالإنجليزية: George Moore)‏ هو لاعب كريكت أسترالي. لعب مع فريق جنوب ويلز الجديد للكريكت ‏.

## وصلات خارجية
- جورج مور على موقع إي آس بي آن كريك إنفو (الإنجليزية)